# برايان ماهوني
برايان ماهوني (بالإنجليزية: Brian Mahoney)‏ (12 مايو 1952 في المملكة المتحدة - ) هو لاعب كرة قدم بريطاني في مركز الهجوم. لعب مع نادي بارنسلي وهدرسفيلد تاون.

## وصلات خارجية
- برايان ماهوني على موقع قاعدة بيانات كرة القدم.إي يو (الإنجليزية)